# Anggisu Barbosa
Anggisu Correia de Almeida Barbosa (* 16. März 1993 in Dili, Osttimor), auch in der Schreibweise Anggisu de Barbosa oder kurz Anggisu bekannt, ist ein osttimoresischer Fußballspieler auf der Position des Offensiven Mittelfelds und Sturms. Er ist ehemaliger osttimoresischer Fußballnationalspieler und aktuell für Boavista FC aktiv.

## Karriere

### Verein
Barbosa begann seine Profikarriere im Jahr 2008 im Hauptstadtklub FC Porto Taibesse in der erstklassigen Super Liga. Für den Verein blieb er bis zur Saison 2013 aktiv, konnte in dieser Zeit jedoch kein Erfolge verzeichnen. Ende 2013 verließ er Osttimor und schloss sich den damaligen thailändischen Zweitligisten Sriracha FC in Sri Racha an. Hier belegte er in seiner ersten Saison mit dem Team den letzten Tabellenplatz und stieg in die drittklassige Division 2 ab. Hier blieb er bis zum Ende der Saison und wechselte im Juni 2016 innerhalb der Liga zum Pattaya City FC. 2017 verließ er Thailand und kehrte nach Osttimor zurück. Er schloss sich dort den Hauptstadtklub Académica FC an. In seiner ersten Saison erreichte er mit den Verein den 5. Platz in der Meisterschaft. Ein Jahr später entging er mit den Verein nur knapp den Abstieg, doch nur eine Saison später stieg die Mannschaft als vorletzter der Liga ab. 2020 wechselte er daraufhin zum Boavista FC, für den er aktuell noch aktiv ist. Einen Titel konnte er jedoch bis heute nicht gewinnen.

### Nationalmannschaft
Sein Debüt für die osttimoresische Fußballnationalmannschaft gab Barbosa am 19. Oktober 2008 im Rahmen der Qualifikation zur Südostasienmeisterschaft gegen Kambodscha. Hier erzielte er kurz vor der Halbzeit sein erstes Länderspieltor zum 1:0-Führungstreffer. Es war das erste Länderspiel, in dem eine osttimoresische Nationalmannschaft mit 2:2 ein Unentschieden erreichte. Mit der U23-Nationalmannschaft gelang Barbosa 2011 der erste Sieg einer osttimoresischen Mannschaft überhaupt. Er erzielte das erste Tor in dem Spiel gegen Bhutan, das mit 2:1 endete.
Barbosa nahm an Qualifikationsspielen zur Fußball-Weltmeisterschaft 2014 und der Südostasienmeisterschaft (2008, 2010, 2012 (Hier gewann Osttimors A-Mannschaft gegen Kambodscha ihr erstes Länderspiel), 2014, 2016) teil, konnte jedoch keine nennenswerten Erfolge erzielen. In der Qualifikation zur Asienmeisterschaft 2019 scheiterte er mit der Mannschaft in den Playoffs gegen die Auswahl von Malaysia mit 6:0 nach Hin- und Rückspiel. Auch die zweite Runde der Playoffs gegen die Mannschaft aus Taiwan verlor er mit den Gesamtergebnis von 2:4. Seinen letzten Einsatz im Trikot der Nationalelf absolvierte er am 21. Oktober 2016 gegen die Mannschaft aus Kambodscha. Hier erzielte er das zwischenzeitliche 1:1. Mit 30 A-Länderspielen ist er der Rekordnationalspieler der osttimoresischen Fußballnationalmannschaft.